# 243000 Katysirles
243000 Katysirles este o planetă minoră (asteroid) din centura de asteroizi. A fost descoperită pe 1 octombrie 2006 la Observatorul Apache Point de Andrew C. Becker⁠(d). 
Obiectul prezintă o orbită caracterizată de o semiaxă mare de 3,1875529432766 UAi, o excentricitate de 0,05, o înclinație de 10,4 ° în raport cu ecliptica.